# Claude Mont
Pour les articles homonymes, voir Mont.
Claude Mont, né le 30 juin 1913 à Pouilly-sous-Charlieu (Loire) et mort le 30 octobre 2001 à Saint-Étienne (Loire), est un homme politique français.

## Biographie
Claude Mont effectue sa scolarité au lycée de Roanne. Il poursuit ses études à Lyon où il obtient une licence ès-lettres et un diplôme d'études supérieures en anglais. À la fin de ses études, Claude Mont devient professeur.
D'abord mobilisé en 1939, il s'engage dans la Résistance après l'armistice. Le 18 juin 1940, Claude Mont est arrêté et fait prisonnier, il s'évade le 25 juin puis rejoint la zone libre. En octobre 1940, Claude Mont est affecté au lycée de Saint-Étienne puis demande à être affecté au lycée de Tanger. Il se rend à Gibraltar et milite quelque temps dans un réseau de renseignements. Claude Mont est arrêté à la frontière espagnole puis rejoint l'Afrique du Nord et devient officier de réserve. En 1944, il prépare la Libération et participe aux campagnes d'Italie et de France.
Après la Seconde Guerre mondiale, il siège au Palais Bourbon d'octobre 1945 à juin 1951, Claude Mont est alors un des plus jeunes députés de France aux Assemblées nationales constituantes. Pendant son mandat, Il devient attaché au ministère des affaires étrangères dirigé par Georges Bidault. Claude Mont est aussi professeur au lycée de Roanne et directeur politique du journal Le Pays Roannais.
Il s'engage dans la vie politique locale en 1950 quand il devient conseiller général du canton de Noirétable et conseiller municipal de Noirétable. Claude Mont est élu au Conseil de la République le 19 juin 1955 sur une liste d'action communale, paysanne et sociale. Son activité parlementaire se consacre notamment aux questions sociales. Claude Mont est élu maire de Noirétable en 1965, il y restera jusqu'en 1995. Il est vice-président du Conseil général de la Loire de 1982 à 1994.
Il est élu sénateur sous la Ve République en 1959 puis est réélu en 1965 et 1974. De 1959 à 1961, Claude Mont est sénateur de la Communauté, il y est notamment président du Groupe démocratique pour la Communauté. 
De décembre 1974 à juin 1975, Jacques Chirac alors Premier ministre nomme 18 parlementaires en mission chargés « d'humaniser les rapports entre le citoyen et l'administration », dont Claude Mont qui est nommé auprès du secrétaire d'Etat à la culture Michel Guy.
De 1977 à 1983, il est membre de la délégation française à l'ONU nommé par le président de la République Valéry Giscard d'Estaing. Claude Mont est également représentant de la France au Parlement européen de 1977 à 1981.
Aux élections sénatoriales de 1983, il est réélu sur une liste UDF-CDS. En 1992, Claude Mont n'est pas réélu, Guy Poirieux lui succède au Sénat.
Il meurt le 30 octobre 2001 à Saint-Étienne à l'âge de 88 ans.

## Mandats et fonctions

### Mandats parlementaires
- 21 octobre 1945 - 10 juin 1946 : Député de la Loire
- 2 juin 1946 - 27 novembre 1946 : Député de la Loire (réélu)
- 10 novembre 1946 - 4 juillet 1951 : Député de la Loire (réélu)
- 19 juin 1955 - 26 avril 1959 : Sénateur de la Loire
- 26 avril 1959 - 1er octobre 1992 : Sénateur de la Loire (réélu)
- 8 juillet 1959 - 16 mars 1961 : Sénateur de la Communauté

### Mandats locaux
- 1950 - 1965 : Conseiller municipal de Noirétable
- 1965 - 1995 : Maire de Noirétable
- 1950 - 1994 : Conseiller général du canton de Noirétable
- 1982 - 1994 : Vice-président du Conseil général de la Loire
- Conseiller régional de la région Rhône-Alpes

### Autres mandats
- 1977 - 1981 : Représentant de la France au Parlement européen
- 1977 - 1983 : Membre de la délégation française à l'ONU